# Mi Reflejo
Mi Reflejo (с исп. — «Моё отражение») — второй студийный и первый испаноязычный альбом американской певицы Кристины Агилеры, выпущенный 12 сентября 2000 года. После успеха дебютной пластинки Christina Aguilera (1999), Агилера приступила к подготовке следующего диска. В Mi Reflejo вошли пять испаноязычных версий песен с предыдущего альбома Кристины, четыре оригинальные композиции и два кавера. Продюсером пластинки выступил Руди Перес, который также написал большинство песен и перевёл уже известные треки Агилеры на испанский язык.
Mi Reflejo возглавил американские чарты Billboard Top Latin Albums и Latin Pop Albums. В обоих хит-парадах диск провёл девятнадцать недель. Mi Reflejo стал самым продаваемым латиноамериканским поп-альбомом 2000 года, ему шесть раз был присвоен платиновый статус от Американской ассоциации звукозаписывающих компаний (RIAA). В чартах Уругвая и Аргентины диск достиг второго места, а его продажи по всему миру превысили 2,2 миллиона экземпляров.
Mi Reflejo получил смешанные отзывы критиков, которые отмечали его сходство с дебютной работой певицы. Диск принёс Кристине победу на премии «Латинская Грэмми» в категории «Лучший женский вокальный поп-альбом», номинацию на «Грэмми» в той же категории, две премии Billboard Latin Music Awards и номинацию на «Ло Нуэстро». С альбома было выпущено 3 сингла: «Ven Conmigo (Solamente Tù)», «Pero Me Acuerdo de Ti» и «Falsas Esperanzas». В рамках промоушена пластинки Кристина продлила гастрольный тур Christina Aguilera in Concert на восемь дополнительных концертов, а также выступила на 43-й церемонии «Грэмми» в 2001 году.

## История создания и запись
По словам менеджера певицы, Стива Курца, Агилера заинтересовалась записью испаноязычного альбома ещё до записи дебютной пластинки. Сама Агилера рассказывала, что альбом на испанском языке — её «заветная мечта», поскольку певица хотела таким образом выразить своё эквадорское происхождение. В 2000 году она гастролировала в рамках тура в поддержку диска Christina Aguilera, а также записывала рождественский альбом My Kind of Christmas, который вышел осенью того же года. Предполагаемым названием испаноязычной пластинки было Latin Lover Girl, но позднее её переименовали в Mi Reflejo. Название диска происходит от названия испанской версии песни «Reflection», которую Агилера записала для саундтрека к мультфильму «Мулан».

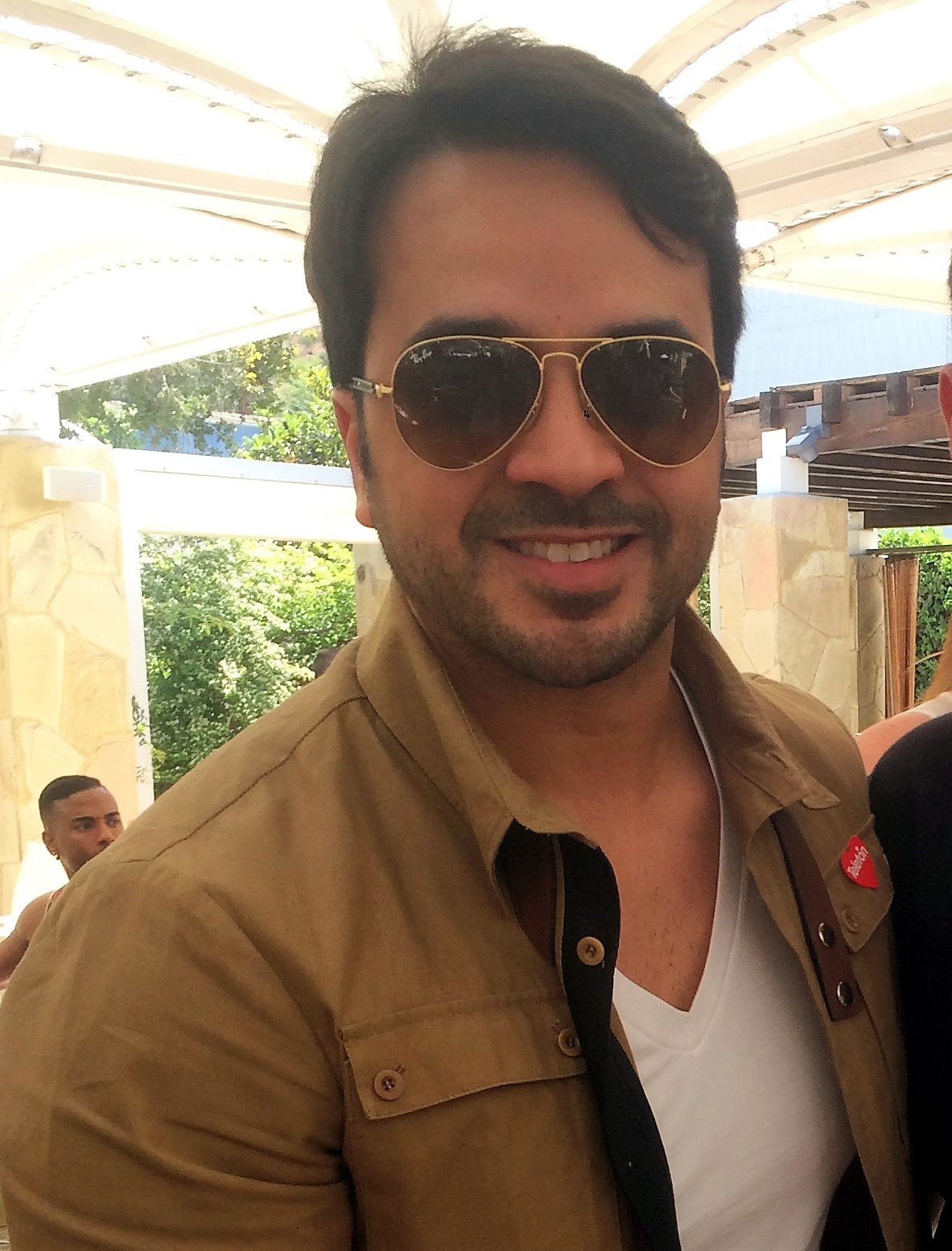
Пуэрто-риканский исполнитель Луис Фонси принял участие в записи песни «Si No Te Hubiera Conocido»

В 1999 году в Майами Агилера начала записывать треки с продюсером Руди Пересом. В одном из интервью Перес рассказывал, что певица не владела испанским на момент записи. Ему пришлось расписать испанские слова в английской орфографии таким образом, чтобы Агилера могла произносить испанский звук «р». В музыкальном плане альбом выдержан в стиле латиноамериканской поп-музыки и R&B; по словам Агилеры, пластинка на другом языке открыла перед ней «новую музыкальную арену». Соавтором песен «Si No Te Hubiera Conocido», «Cuando No Es Contigo», «El Beso Del Final» выступил Руди Перес, который также перевёл на испанский композиции «Come on Over Baby (All I Want Is You)» («Ven Conmigo (Solamente Tù)»), «Genie in a Bottle» («Genio Atrapado»), «I Turn to You» («Por Siempre Tù»), «What a Girl Wants» («Una Mujer») и «Reflection» («Mi Reflejo»). Помимо этого, в пластинку вошла перепетая Агилерой песня Руди Переса «Pero Me Acuerdo de Ti», которую изначально записала пуэрто-риканская певица Лурдес Роблс для своего альбома Definitivamente (1991). Mi Reflejo включает в себя кавер-версию песни Сесара Портильо-де-ла-Луса «Contigo en la Distancia». Балладу «Si No Te Hubiera Conocido» Кристина исполнила совместно с пуэрто-риканским певцом Луисом Фонси. По словам певицы, она хотела спеть дуэтом именно с Луисом, поскольку они оба «выросли на одной и той же музыке». «Cuando No Es Contigo» — композиция в стиле сальсы в быстром темпе. Аранжировку для трека сделал Серхио Джордж. «Falsas Esperanzas» — ещё одна песня в быстром темпе, автором которой выступил Хорхе Луис Пилото. Она записана при участии кубинского музыканта Пакито Хечеваррия, который сыграл в ней на фортепиано.

## Реакция критиков
| Совокупная оценка    | Совокупная оценка |
| Источник             | Оценка            |
| -------------------- | ----------------- |
| Metacritic           | (56/100)          |
| Оценки критиков      |                   |
| Источник             | Оценка            |
| AllMusic             | [ 1 ]             |
| Billboard            | (положительная)   |
| CDNow                | (смешанная)       |
| Entertainment Weekly | C                 |
| HOB.com              | (отрицательная)   |
| Los Angeles Times    | [ 18 ]            |
| Orlando Sentinel     | [ 13 ]            |
| Sonicnet             | [ 19 ]            |
| Sun-Sentinel         | (смешанная)       |
| Wall of Sound        | (72/100)          |

Mi Reflejo получил смешанные отзывы критиков. На сайте-агрегаторе Metacritic его оценка составила 56 баллов из 100 возможных. Стивен Томас Эрлевайн с сайта AllMusic назвал альбом «зеркальным отражением» дебютной пластинки Christina Aguilera. Критик высоко оценил продюсирование диска, но отметил, что звучит он «немного знакомо». Эрлевайн пришёл к выводу, что этот альбом не добавляет ничего нового к музыке певицы, поскольку это «всего лишь старые песни в новом обличии». Рецензент из журнала Billboard высказал мнение, что Агилера выпустила по большой части современный поп-альбом с оттенками латиноамериканской музыки. Элисео Кардона с сайта CDNow дал пластинке смешанную оценку. Обозреватель высоко оценил вокальное исполнение певицы, но раскритиковал дословный испанский перевод песен с английского, который, по его мнению, заставляет «смеяться и зевать». Кардона выделил трек «Cuando No es Contigo», а также назвал кавер на композицию «Contigo en la Distancia» одной из лучших песен на пластинке.
Дэвид Брауни из Entertainment Weekly написал в рецензии пародийную заметку от лица Агилеры. Обозреватель высмеял попытку певицы записать испаноязычный альбом всего лишь из-за эквадорского происхождения, раскритиковал «неуместные» высокие ноты, баллады, которые «понравятся пожилым латиноамериканским дамам», и фотографии в буклете диска. Майк Магнусон с сайта HOB.com высказал мнение, что попытка сделать Агилеру похожей на латиноамериканку на изображениях в буклете может негативно повлиять на юную аудиторию. Несмотря на то, что критик высоко оценил вокальные данные певицы и использование латиноамериканской перкуссии и рожков, он заявил, что пластинка «всего лишь маркетинговая афера, зашедшая слишком далеко». Парри Геттельман из Orlando Sentinel высказал мнение, что диску «не хватает эмоциональной глубины, и желание певицы записать альбом на испанском языке выглядит попыткой охватить новую территорию чартов, чем что-то ещё».
Рецензент с сайта Sonicnet высоко оценил продюсирование диска и сравнил вокал Агилеры с вокалом Мэрайи Кэри, отметив, что этот альбом позволит певице расширить горизонты. Эрнесто Лехнер из Los Angeles Times поставил диску две звезды из четырёх, назвав вокальное исполнение Агилеры на Mi Reflejo «смешным», и раскритиковал её кавер на песню «Contigo en la Distancia».

## Коммерческий успех
Mi Reflejo дебютировал под 27-м номером в американском хит-параде Billboard 200 в течение недели, начавшейся 30 сентября 2000 года. На той же неделе альбом стартовал с первой строчки в чарте Billboard Top Latin Albums, сместив пластинку группы Son by Four Son by Four. В общей сложности диск провёл на вершине хит-парада девятнадцать недель, после чего уступил первую строчку сборнику лучших хитов Висенте Фернандеса Historia de un Ídolo, Vol. 1. Кроме того, Mi Reflejo дебютировал под первым номером в чарте Billboard Latin Pop Albums, сместив пластинку Рикардо Архоны Galería Caribe. На вершине этого хит-парада альбом также провёл девятнадцать недель, а затем его место занял диск Хуана Габриэля Abrázame Muy Fuerte. По итогам 2000 года Mi Reflejo стал самым продаваемым латиноамериканским поп-альбомом и занял пятое место в списке самых продаваемых латиноамериканских альбомов в целом. В 2001 году, согласно журналу Billboard, диск был вторым наиболее продаваемым латиноамериканским альбомом года после пластинки Паулины Рубио Paulina. 7 сентября 2001 года Американская ассоциация звукозаписывающих компаний (RIAA) присвоила альбому шестикратный платиновый статус. По состоянию на 2019 год в США продано свыше 489 000 экземпляров диска.
Mi Reflejo закрепился на второй строчке в аргентинском хит-параде, и ему вскоре был присвоен платиновый статус. Пластинка также заняла 54-е место в чарте Швейцарии и получила платиновый статус в Мексике. В испанском хит-параде альбом достиг 12-й строчки, а также ему был присвоен платиновый статус за 100 000 проданных экземпляров. По состоянию на 2006 год, по всему миру продано свыше 2,2 миллионов экземпляров диска.

## Промо
В рамках продвижения пластинки Агилера в 2001 году продлила гастрольный тур Christina Aguilera in Concert на восемь дополнительных концертов, посетив Мексику, Пуэрто-Рико, Венесуэлу, Панаму и Японию. Также в 2001 году Агилера выступила на премии «Грэмми», исполнив песни «Pero Me Acuerdo de Ti» и «Falsas Esperanzas».

### Синглы
8 августа 2000 года на латиноамериканских радиостанциях состоялась премьера первого сингла с пластинки «Ven Conmigo (Solamente Tú)», который занял первую строчку в хит-параде Billboard Hot Latin Songs и вторую — в Latin Pop Airplay. Песня также закрепилась на восьмой позиции в испанском чарте. В декабре 2000 года вышел второй сингл — «Pero Me Acuerdo de Ti». Композиция заняла восьмое место в Hot Latin Songs и пятое в Latin Pop Airplay. В Испании она добралась до третьей строчки. 3 июля 2001 года состоялся релиз третьего сингла «Falsas Esperanzas», который занял 15-е место в испанском хит-параде. Композиция «Genio Atrapado» достигла 13-й строчки в чарте Hot Latin Songs, в то время как «Por Siempre Tú» закрепилась на шестой позиции в том же хит-параде и на второй — в Latin Pop Airplay.

## Награды
В 2001 году Mi Reflejo принёс Агилере победу на «Латинской Грэмми» в категории «Лучший женский вокальный поп-альбом». В том же году на премии «Грэмми» альбом был представлен в номинации «Лучший латиноамериканский поп-альбом», в которой победу одержала пластинка Шакиры MTV Unplugged. Диск также включили в категорию «Лучший поп-альбом года» на «Ло Нуэстро», однако он уступил альбому Паулины Рубио Paulina. Сама Агилера одержала победу в номинациях «Певица года» и «Новый поп-исполнитель года». В 2001 году на церемонии Billboard Latin Music Awards Mi Reflejo был признан «Лучшим женским поп-альбомом года» и «Лучшим поп-альбомом нового исполнителя». В том же году благодаря успеху пластинки в США Агилера получила награду Blockbuster Entertainment, Inc как «Любимая исполнительница».
В сентябре 2018 года журнал Billboard поместил Mi Reflejo на десятую строчку в рейтинге 20 лучших латиноамериканских альбомов всех времён. В 2020 году это же издание поставило пластинку на двенадцатую позицию в списке 20 латиноамериканских альбомов, которые дольше всего возглавляли хит-парад Top Latin Albums.
| Год  | Премия                           | Номинация                            | Претендент | Результат | Ист.   |
| ---- | -------------------------------- | ------------------------------------ | ---------- | --------- | ------ |
| 2001 | Billboard Latin Music Awards     | Лучший женский поп-альбом года       | Mi Reflejo | Победа    | [ 58 ] |
| 2001 | Billboard Latin Music Awards     | Лучший поп-альбом нового исполнителя | Mi Reflejo | Победа    | [ 58 ] |
| 2001 | Blockbuster Entertainment Awards | Любимая исполнительница              | Агилера    | Победа    | [ 59 ] |
| 2001 | Премия «Грэмми»                  | Лучший латиноамериканский поп-альбом | Mi Reflejo | Номинация | [ 60 ] |
| 2001 | «Латинская Грэмми»               | Лучший женский вокальный поп-альбом  | Mi Reflejo | Победа    | [ 61 ] |
| 2001 | «Ло Нуэстро»                     | Лучший поп-альбом года               | Mi Reflejo | Номинация | [ 62 ] |
| 2001 | «Ло Нуэстро»                     | Певица года                          | Агилера    | Победа    | [ 63 ] |
| 2001 | «Ло Нуэстро»                     | Новый поп-исполнитель года           | Агилера    | Победа    | [ 63 ] |

## Список композиций
Информация адаптирована из буклета альбома Mi Reflejo.
| №   | Название                                          | Текст песни                                    | Музыка              | Продюсер(ы)          | Длительность |
| --- | ------------------------------------------------- | ---------------------------------------------- | ------------------- | -------------------- | ------------ |
| 1.  | «Genio Atrapado»                                  | Руди Перес, Дэвид Фрэнк, Стив Кипнер, Пэм Шейн | Фрэнк, Кипнер, Шейн | Перес, Фрэнк, Кипнер | 3:37         |
| 2.  | «Falsas Esperanzas»                               | Хорхе Луис Пилото                              | Пилото              | Перес                | 2:57         |
| 3.  | «El Beso del Final»                               | Перес, Фрэн Голд, Том Сноу                     | Голд, Сноу          | Перес                | 4:41         |
| 4.  | «Pero Me Acuerdo de Ti»                           | Перес                                          | Перес               | Перес                | 4:26         |
| 5.  | «Ven Conmigo (Solamente Tú)»                      | Перес, Йохан Аберг, Пол Рейн                   | Аберг, Рейн         | Перес, Аберг, Рейн   | 3:11         |
| 6.  | «Si No Te Hubiera Conocido» (дуэт с Луисом Фонси) | Перес                                          | Перес               | Перес                | 4:50         |
| 7.  | «Contigo en la Distancia»                         | Сесар Портильо-де-ла-Лус                       | Лус                 | Перес                | 3:44         |
| 8.  | «Cuando No es Contigo»                            | Перес, Мануэль Лопес                           | Перес, Лопес        | Перес, Серхио Джордж | 4:10         |
| 9.  | «Por Siempre Tú»                                  | Перес, Дайан Уоррен                            | Уоррен              | Перес, Гай Рош       | 4:05         |
| 10. | «Una Mujer»                                       | Перес, Рош, Шелли Пейкен                       | Рош, Пейкен         | Перес, Рош           | 3:14         |
| 11. | «Mi Reflejo»                                      | Перес, Мэтью Уайлдер, Дэвид Зиппель            | Уайлдер, Зиппель    | Перес, Уайлдер       | 3:37         |

| №   | Название                                       | Длительность |
| --- | ---------------------------------------------- | ------------ |
| 12. | «Falsas Esperanzas» (Dance Radio Mix)          | 3:27         |
| 13. | «Falsas Esperanzas» (Tropical Mix)             | 3:10         |
| 14. | «Pero Me Acuerdo Ti» (Remix)                   | 3:41         |
| 15. | «Ven Conmigo (Solamente Tú)» (Karaoke Version) | 3:12         |

## Участники записи
Информация адаптирована из буклета альбома Mi Reflejo.
Музыканты
| - Кристина Агилера — вокал - Ричард Браво — перкуссия - Эд Калле — саксофон - Тони Консепсьон — труба - Джинни Круз — бэк-вокал - Луис Фонси — приглашённый исполнитель - Дэвид Фрэнк — ударные, клавишные - Джерри Голдсмит — дирижёр - Джон Гоу — гитара - Пакито Хехаваррия — фортепиано - Хулио Эрнандес — бас-гитара - Стив Кипнер — ударные, клавишные - Мэтт Лауг — бубен - Мэнни Лопес — акустическая гитара | - Рауль Мидон — бэк-вокал - Рафаэль Падилья — перкуссия - Агустин Пантоха — хлопки - Венди Педерсен — вокал - Руди Перес — продюсирование, аранжировки, слова и музыка к песням, клавишные, испанская гитара - Клей Перри — клавишные, программирование - Тим Пирс — гитара - Рубен Родригес — электро-бас - Майкл К. Росс — клавишные - Дана Тебо — тромбон - Майкл Томпсон — гитара - Дэн Уорнер — гитара - Мэтью Уайлдер — оркестровка - Аарон Зигман — оркестровка |

Продюсирование
| - Продюсер: Руди Перес - Исполнительные продюсеры: Рон Фэйр, Дайан Уоррен - Звукорежиссёры: Пол Арнольд, Боб Брокман, Марио Дежесус, Майк Грин, Марио Люси, Джоэл Нума, Пол Рейн, Майкл К. Росс, Брюс Виден - Ассистенты звукорежиссёра: Том Бендер, Майкл Хафф - Сведение: Майк Куцци, Мик Газааски, Питер Мокран, Дэйв Вэй, Брюс Виден - Программирование: Руди Перес, Гай Рош, Майкл К. Росс | - Программирование ударных: Руди Перес - Программирование перкуссии: Руди Перес - Аранжировщики: Руди Перес, Эд Калле, Дэвид Франк, Серхио Джордж, Рон Харрис - Вокальная аранжировка: Руди Перес, Рон Фэйр - Струнная аранжировка: Гэри Линдсей, Руди Перес - Оркестровка: Мэтью Уайлдер, Аарон Зигман |

## Позиции в чартах
| Чарт (2000)            | Высшая позиция |
| ---------------------- | -------------- |
| Испания                | 12             |
| США                    | 27             |
| США (Top Latin Albums) | 1              |
| США (Latin Pop Albums) | 1              |
| Уругвай                | 2              |
| Швейцария              | 54             |

| Чарт (2001) | Высшая позиция |
| ----------- | -------------- |
| Аргентина   | 2              |
| Япония      | 59             |

| Чарт (2000)            | Высшая позиция |
| ---------------------- | -------------- |
| США (Top Latin Albums) | 5              |
| США (Latin Pop Albums) | 1              |

| Чарт (2001)            | Высшая позиция |
| ---------------------- | -------------- |
| США (Top Latin Albums) | 2              |
| США (Latin Pop Albums) | 2              |

| Чарт (2000-е)          | Высшая позиция |
| ---------------------- | -------------- |
| США (Top Latin Albums) | 13             |
| США (Latin Pop Albums) | 7              |

| Страна        | Сертификат    | Продажи   |
| ------------- | ------------- | --------- |
| Аргентина     | Платиновый    | 114 000   |
| Испания       | Платиновый    | 100 000   |
| Мексика       | Платиновый    | 150 000   |
| США           | 6x Платиновый | 489 000   |
| Общие продажи |               |           |
| Мир           | —             | 2 200 000 |